# ブロウ・モンキーズ

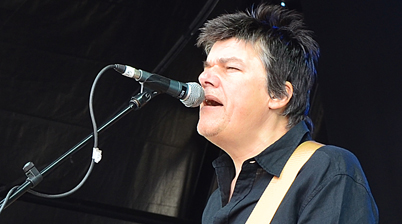
ドクター・ロバート

ブロウ・モンキーズ（The Blow Monkeys）は、1981年にスコットランド出身のドクター・ロバート（本名:Bruce Robert Howard）を中心としてイギリスで結成された4ピースバンド。ヴォーカル＆ギター、サックス、フレットレスベース、ドラムスというユニークな編成である。

## 略歴
このバンド名は、大学時代のロバートがディジュリドゥ奏者のアボリジニへ取材を行った際に知った「The Blow Monkeys」という曲から取られた。
彼らのサウンドは80年代、同時期に活動したスタイル・カウンシルとよく比較されるように、ソウル、R&B、フィリーサウンドなどを中心としているが、初期はフォークやブルースから、80年代後期のシーンを席捲したハウスミュージック、解散前の時期には各種ワールドミュージックまで貪欲に取り入れている。また整った容姿と歌唱力を持つロバートの魅力も相まってバンドは80年代後半以降人気を獲得していった。
世界的に認知されたのは1986年発表のセカンドアルバム『アニマル・マジック』からのシングル「Diggin' Your Scene」（全米ビルボードチャートにて最高14位）である。『オンリー・ア・グローサーズ・ドーター』（1987年）からの「It Doesn't Have To Be This Way」は全米ではヒットにまで至らなかったもののUKチャートでは10位内にランクインし、また日本でもヒットして、1986年、 1987年、1989年と3度の来日を果たしている。1989年には通常のホール公演に加えて、MZA有明にてオールスタンディングでハウスサウンドを前面に押し出したセットを披露した。
1990年8月に突然バンドは解散した。もう歌いたくないとロバートは語っていたが、ソロに転向し、その後は初期に回帰するようなアコースティックサウンド中心の落ち着いたスタイルへ移行していった。
2008年、オリジナルメンバー4人で再結成を果たした。以降コンスタントなライブ活動に加え、再結成から2019年現在までの間に5枚のスタジオ・アルバムを発表している。2009年8月には来日公演も行なった。

## 音楽性
- ロバートは自分のヒーローとしてエルヴィス・プレスリー、マーク・ボランを挙げている。ステージアクションにはエルヴィスを模した動きが見られる。自ら観客の中に入って行って女性ファンにもみくちゃにされる演出もお決まりだった。
- 音楽的には80年代中期という時代状況が、特にUKにおいてR&B・ソウルを重視していたこともあり、その影響を前面に押し出している。
- 楽曲のアレンジおよびロバートのギター奏法においてもカーティス・メイフィールドの影響が強い曲を80年代に多く発表している。その最たるものが「(Celebrate) The Day After You」であり、ワウワウ・ペダルを使用したカッティングに加えて、ストリングスの使い方も本家顔負けなのが本人にも認められた結果、プロモーション・ビデオでも共演を果たし、掛け合いでデュエットを展開している。
- アルバム『スプリングタイム・フォー・ザ・ワールド』ではアラブ系の音楽ライの第一人者シェブ・ハレドとの共演を聴くことができる。

## 備考
- ロバートが生粋のブラック・ミュージックフリーク（80年代の時点でレコード約3万枚を所有）ということもあり、フォーマットによるヴァージョン違い、ミックス違いが多く存在する。『オンリー・ア・グローサーズ・ドーター』に関しては2002年の再発にあたり、数曲で別ヴァージョンを収録。『フープス』に関しては発売当時、日本盤が先行発売（帯に「76分15秒　最長録音記録達成アルバム」との表記あり）されたが、UK盤とヴァージョンが全く異なる曲が含まれた。
- 「This Is Your Life」については、3パターンの基本形が存在する。『フープス』の先行シングルとしてリリースされたAパターンは日本で先行発売されたアルバムにも収録されたが、その後リリースされたUK盤にはより打ち込み色の強いBパターンが収録された。その後、シングルとして軽めのハウスサウンドでCパターンがリリースされた。歌詞もそれぞれ若干異なっている。
- レスリー・ゴアのカバー「You Don't Own Me」がパトリック・スウェイジ主演の『ダーティ・ダンシング』のサウンドトラック盤で起用されている。
- 『THE LAST TEMPTAION OF ELVIS』というNME企画のエルヴィス・プレスリー・トリビュート盤で「Follow That Dream」をカバーしている。
- 歌詞や言動、あるいはプロモーション・ビデオにおいてもイギリス人らしい皮肉やユーモア、政治批判が随所に見られる。
- 3rdアルバムの『She Was Only A Grocer's Daughter』というタイトルは、当時のイギリスの首相であったマーガレット・サッチャーの出自を皮肉ったもので、8年間も続いていたサッチャー政権に対する攻撃が満載のアルバムを象徴している。一見ラブソングに聞こえる曲も政権批判と捉えることが可能である。
- ポール・ウェラーとは公私ともに交流があり、英国労働党を支持するレッドウェッジという運動にも共に参加していた。スタイル・カウンシルの来日時にはロバートがギタリストとして帯同したこともある。
- ベストヒットUSAに出演した際「CDは聴かない、あれはプラスチックの塊」小林克也の「これからのレコーディングデータはフロッピーディスクになるよ」という問いかけに「LPレコードを聴くだけさ」と答えた

## ディスコグラフィ

### スタジオ・アルバム
- リンピング・フォー・ア・ジェネレイション - Limping For A Generation（1984年）
- アニマル・マジック - Animal Magic（1986年）
- オンリー・ア・グローサーズ・ドーター - She Was Only A Grocer's Daughter（1987年）
- フープス - Whoops! There Goes The Neighbourhood（1988年）
- スプリングタイム・フォー・ザ・ワールド - Springtime For The World（1990年）
- Devil's Tavern（2008年）
- Staring At The Sea（2011年）
- フィールズ・ライク・ア・ニューモーニング - Feels Like A New Morning（2013年）
- If Not Now, When?（2015年）
- ワイルド・リヴァー - The Wild River（2017年）

### コンピレーション・アルバム
- Choices - The Singles Collection（1989年）
- The Best Of Blow Monkeys（1994年）
- For The Record... （1996年）
- The Masters（1997年）
- Atomic Lullabies: Very Best Of The Blow Monkeys（1997年）
- Digging Your Scene（2000年）
- Complete Singles（2000年）
- Rare & Unreleased（2000年）
- Halfway To Heaven: The Best Of The Blow Monkeys & Dr. Robert（2013年）
- The Very Best Of The Blow Monkeys（2016年）

### ライブ・アルバム
- Travelin' Souls - Live! At The Legendary 100 Club（2009年）

### シングル
1. Live Today, Love Tomorrow（1982年）
2. Go Public（1984年）
3. The Man From Russia （1984年）
4. Atomic Lullaby（1984年）
5. Wild Flower（1985年）
6. Forbidden Fruit（1985年）
7. Digging Your Scene（1986年）
8. Don't Be Scared Of Me（1986年）
9. Wicked Ways（1986年）
10. It Doesn't Have To Be This Way（1987年）
11. Out With Her （1987年）
12. The Day After You（1987年）
13. Some Kind Of Wonderful（1987年）
14. This Is Your Life（1988年）
15. It Pays To Belong（1988年）
16. Wait（Dr. Robert and Kym Mazelle名義）（1989年）
17. This Is Your Life (Ten City Remix)（1989年）
18. Choice（1989年）
19. Slaves No More（1989年）
20. Springtime For The World（1990年）
21. La Passionara（1990年）
22. If You Love Somebody（1990年）
23. Let The People Dance（1990年）
24. Travelin' Soul（2008年）
25. The Bullet Train（2008年）
26. The Killing Breeze（2011年）
27. Steppin' Down（2011年）
28. Hangin' On To The Hurt（2011年）
29. Shake It Off（2013年）
30. What In The World（2017年）

※9.にはダブルトラック（レコードの片面に異なる曲が並行してカッティングされており、針を落としてみるまで、どちらの曲がかかるか判らない）の12インチ・シングルが存在する。（MONK-TG2）